# Cimiraziewa (przystanek kolejowy)
Cimiraziewa (biał. Ціміразева; ros. Тимирязево) – przystanek kolejowy w pobliżu miejscowości Cimiraziewa, w rejonie sieneńskim, w obwodzie witebskim, na Białorusi. Położony jest na linii Orsza - Lepel.